# 恰拉恰拉山
14°45′28″S 72°22′06″W / 14.75778°S 72.36833°W
恰拉恰拉山（Ch'iyara Ch'iyara），是秘魯的山峰，位於該國南部庫斯科大區，由瓊比維卡省的聖托馬斯區負責管轄，屬於萬索山脈的一部分，海拔高度5,000米。